# Paul Graetz
Paul Graetz (Berlino, 4 agosto 1889 – Hollywood, 16 febbraio 1937) è stato un attore tedesco.

## Filmografia
- Die Peruanerin, regia di Alfred Halm (1919)
- Die Gelbe Fratze, regia di Martin Zickel (1919)
- Die Kralle, regia di Carl Hagen (come Carl Müller-Hagens) (1920)
- Der Doppelmord von Sarajewo, regia di Rolf Randolf (1920)
- Maria Magdalene, regia di Reinhold Schünzel (1920)
- Pension Lautenschlag, regia di Karl Mueller-Hagens (1920)
- Die Prinzessin vom Nil , regia di Martin Zickel (1920)
- Figaros Hochzeit, regia di Max Mack (1920)
- Sumurun, regia di Ernst Lubitsch (1920)
- Weltbrand , regia di Urban Gad (1920)
- Die Beichte einer Toten, regia di Martin Zickel (1920)
- Das Haus zum Mond, regia di Karl Heinz Martin (1921)
- Nostalgia (Sehnsucht), regia di Friedrich Wilhelm Murnau (1921)
- Lo scoiattolo (Die Bergkatze), regia di Ernst Lubitsch (1921)
- Aus dem Schwarzbuch eines Polizeikommissars, 2. Teil: Verbrechen aus Leidenschaft, regia di Alfred Halm, Emmerich Hanus (1921)
- Ihr schlechter Ruf, regia di Franz Eckstein (1922)
- Sie und die Drei, regia di Ewald André Dupont (1922)
- Monna Vanna, regia di Richard Eichberg (1922)
- Die Fledermaus, regia di Max Mack (1923)
- Auferstehung. Katjuscha Maslowa, regia di Frederic Zelnik (1923)
- Tragödie der Liebe, regia di Joe May (1923)
- Ein Weib, ein Tier, ein Diamant, regia di Hanns Kobe (1923)
- I.N.R.I. (I.N.R.I. – Ein Film der Menschlichkeit), regia di Robert Wiene (1923)
- Soll und Haben, regia di Carl Wilhelm (1924)
- Dr. Wislizenus, regia di Hanns Kobe (1924)
- Der Mann im Sattel, regia di Manfred Noa (1925)
- Die Frau in Gold, regia di Pierre Marodon (1926)
- Die drei Kuckucksuhren, regia di Lothar Mendes (1926)
- Die drei Mannequins, regia di Jaap Speyer (1926)
- Küssen ist keine Sünd' , regia di Rudolf Walther-Fein, Rudolf Dworsky (1926)
- Les Voleurs de gloire , regia di Pierre Marodon (1926)
- Die Warenhausprinzessin, regia di Heinz Paul (1926)
- Bulldog Jack, regia di Walter Forde (1935)
- Eine tolle Nacht, regia di Richard Oswald (1927)
- Die Hochstaplerin, regia di Martin Berger (1927)
- Das rosa Pantöffelchen, regia di Franz Hofer (1927)
- Il padrone del mondo (Der Meister der Welt) , regia di Gennaro Righelli (1927)
- Die indiskrete Frau, regia di Carl Boese (1927)
- Il grande salto (Der große Sprung), regia di Arnold Fanck (1927)
- Moral, regia di Willi Wolff (1928)
- Ein Tag Film, regia di Max Mack (1928)
- Sechzehn Töchter und kein Papa, regia di Adolf Trotz (1928)
- Der Kampf ums Matterhorn, regia di Mario Bonnard, Nunzio Malasomma (1928)
- Paul Graetz als Berliner Zeitungsjunge, regia di Paul Henckels (1929)
- Trust der Diebe, regia di Erich Schönfelder (1929)
- Die Schleiertänzerin, regia di Charles Burguet (come M.C. Burguet) (1929)
- Des Haares und der Liebe Wellen, regia di Walter Ruttmann (1929)
- Wien, du Stadt der Lieder, regia di Richard Oswald (1930)
- Due mondi (Two Worlds), regia di E.A. Dupont (1930)
- Zwei Welten, regia di Ewald André Dupont (1930)
- Mary, regia di Alfred Hitchcock (1931)
- Das gelbe Haus des King-Fu, regia di Karl Grune (1931)
- Gesangverein Sorgenfrei , regia di Robert Wohlmuth (1931)
- Montagne in fiamme (Berge in Flammen), regia di Luis Trenker e Karl Hartl (1931)
- Das verlorene Paradies
- Il vagone rosso (Red Wagon), regia di Paul L. Stein (1933)
- The Scotland Yard Mystery, regia di Thomas Bentley (1934)
- Sinfonia d'amore (Blossom Time), regia di Paul L. Stein (1934)
- Jew Süss, regia di Lothar Mendes (1934)
- Murder at Monte Carlo, regia di Ralph Ince (1935)
- Car of Dreams , regia di Graham Cutts e Austin Melford (1935)
- La boheme (Mimi), regia di Paul L. Stein (1935)
- 18 Minutes, regia di Monty Banks (1935)
- Heart's Desire, regia di Paul L. Stein (1935)
- Bulldog Jack, regia di Walter Forde (1935)
- Mr. Cohen Takes a Walk, regia di William Beaudine (1935)
- La moglie del nemico pubblico (Public Enemy's Wife), regia di Nick Grinde (1936)
- Hot Money, regia di William C. McGann (1936)
- La tigre del Bengala (Bengal Tiger), regia di Louis King (1936)
- L'isola della furia (Isle of Fury), regia di Frank McDonald (1936)
- Legione nera (Black Legion), regia di Archie Mayo e, non accreditato, Michael Curtiz (1937)